# Dobsonia praedatrix
Dobsonia praedatrix is een vleermuis uit het geslacht Dobsonia die voorkomt in de Bismarck-archipel van Papoea-Nieuw-Guinea, op de eilanden Dyaul, Mioko, Nieuw-Brittannië, Nieuw-Ierland, Ulu en Umboi. Deze soort behoort tot de D. viridis-groep binnen Dobsonia, samen met D. inermis, D. crenulata, D. beauforti en D. viridis. Deze soort komt algemeen voor. Anders dan veel soorten uit de moluccensis-groep roest D. praedatrix vrijwel nooit in grotten. Er worden waarschijnlijk zowel midden in het jaar als in december en januari jongen geboren.
Net als andere soorten uit de viridis-groep heeft D. praedatrix een groenachtige vacht. Daarnaast is hij te herkennen aan zijn bruine klauwen en zeer donkere hoofd. D. praedatrix is wat kleiner dan de lokale soort uit de moluccensis-groep, D. anderseni. De kop-romplengte bedraagt 143 tot 174 mm, de staartlengte 21,0 tot 37,0 mm, de voorarmlengte 106,5 tot 122,4 mm, de tibialengte 45,5 tot 54,0 mm, de oorlengte 22,5 tot 24,0 mm en het gewicht 120 tot 185 g.
Dobsonia anderseni · Dobsonia beauforti · Dobsonia chapmani · Dobsonia crenulata · Dobsonia emersa · Dobsonia exoleta · Dobsonia inermis · Dobsonia magna · Dobsonia minor · Dobsonia moluccensis · Dobsonia pannietensis · Dobsonia peronii · Dobsonia praedatrix · Dobsonia viridis